# Seznam pivovarů v Praze
Seznam pivovarů v Praze obsahuje pivovary v provozu, zrušené i zaniklé s ročním výstavem nad 10000 hl (neobsahuje minipivovary), založené v Praze a obcích sousedních, které byly později k Praze připojeny. Je řazen podle katastru a nemusí být úplný.

## Seznam pivovarů
| Pivovar                              | Obrázek | Galerie                                                               | Katastr Ulice                                | Od          | Do          | Roční výstav (hl; max) | Poznámka                                                  | Souřadnice                       |
| ------------------------------------ | ------- | --------------------------------------------------------------------- | -------------------------------------------- | ----------- | ----------- | ---------------------- | --------------------------------------------------------- | -------------------------------- |
| Branický pivovar                     |         | Kategorie „Braník Brewery“ na Wikimedia Commons                       | Braník Údolní 212/1                          | 1899        | 2007        | 1 124 000 (r. 2006)    | kulturní památka                                          | 50°1′46″ s. š., 14°24′35″ v. d.  |
| Dominikánský pivovar                 |         | Kategorie „Dominican yard in Braník“ na Wikimedia Commons             | Braník Jiskrova                              | ??          | 1900        | 13 000                 | v Dominikánském dvoře                                     | 50°2′12″ s. š., 14°24′43″ v. d.  |
| Dolnopočernický pivovar              |         | Kategorie „Castle brewery in Dolní Počernice“ na Wikimedia Commons    | Dolní Počernice Národních hrdinů 3           | 1562        | 1936        | 10 000                 | areál zámku; v budově je nově provozován minipivovar      | 50°5′18″ s. š., 14°34′51″ v. d.  |
| Hellmichův pivovar                   |         |                                                                       | Hlubočepy                                    | 1848        | 1930        | 30 000                 |                                                           | 50°2′33″ s. š., 14°24′14″ v. d.  |
| Holešovický pivovar                  |         | Kategorie „Holešovice brewery“ na Wikimedia Commons                   | Holešovice U průhonu 800/13                  | 1895        | 1998        | 420 000                | kulturní památka                                          | 50°6′19″ s. š., 14°27′4″ v. d.   |
| Schwarzenberský pivovar v Jinonicích |         |                                                                       | Jinonice Na Vidouli 1/1                      | ??          | zrušen 1890 | 14 000                 | v areálu zámku                                            | 50°3′12″ s. š., 14°21′24″ v. d.  |
| Kbelský pivovar (†)                  |         |                                                                       | Kbely                                        | 1758        | 1929        | 18 000                 | zbořen                                                    | 50°7′59″ s. š., 14°32′59″ v. d.  |
| Košířský pivovar                     |         | Kategorie „Košíře Brewery“ na Wikimedia Commons                       | Košíře Na Popelce 2/16                       | před 1798   | 1934        | 40 000                 | konverze                                                  | 50°4′11″ s. š., 14°23′7″ v. d.   |
| Pivovar Pragovar                     |         | Kategorie „Pragovar brewery“ na Wikimedia Commons                     | Krč Vídeňská a V Podzámčí, původní čp. 1 a 2 | 1841        | 1947        | 50 000                 | konverze                                                  | 50°2′15″ s. š., 14°27′20″ v. d.  |
| Anglický pivovar (†)                 |         | Kategorie „Libeň Brewery“ na Wikimedia Commons                        | Libeň U libeňského pivovaru 63/2             | 1874        | 1928        | 70 000                 | zbořen; dochován komín a jedna budova                     | 50°6′24″ s. š., 14°28′34″ v. d.  |
| Michelský pivovar                    |         | Kategorie „Michelský dvůr“ na Wikimedia Commons                       | Michle Michelská 1/7                         | před 1708   | 1924        | 14 000                 | kulturní památka; v areálu Sue Ryder                      | 50°3′13″ s. š., 14°27′12″ v. d.  |
| Motolský pivovar                     |         | Kategorie „Hotel Starý pivovar“ na Wikimedia Commons                  | Motol Plzeňská 9/229                         | 1738        | 1923        | 10 000                 | konverze                                                  | 50°4′ s. š., 14°19′49″ v. d.     |
| U Bucků (†)                          |         |                                                                       | Nové Město Na Poříčí                         | před 1815   | 1921        | 13 000                 | zbořen 1937; v místech Legiobanky                         | 50°5′23″ s. š., 14°26′1″ v. d.   |
| U Primasů (†)                        |         |                                                                       | Nové Město Václavské náměstí                 | 1803        | 1924        | 38 000                 | zbořen; v místech banky                                   | 50°4′51″ s. š., 14°25′38″ v. d.  |
| U Rozvařilů (†)                      |         |                                                                       | Nové Město Na Poříčí                         | 1340        | 1922        | 11 000                 | zbořen; v místech Paláce Archa, restaurace stejného jména | 50°5′23″ s. š., 14°26′2″ v. d.   |
| U Štajgrů (†)                        |         |                                                                       | Nové Město Štěpánská                         | ??          | 1987        | 26 000                 | zbořen 1927                                               | 50°4′49″ s. š., 14°25′33″ v. d.  |
| U Virlů (†)                          |         |                                                                       | Nové Město Václavská                         | ??          | 1895        | 12 000                 | zbořen 1927                                               | 50°4′27″ s. š., 14°25′4″ v. d.   |
| Nuselský pivovar                     |         | Kategorie „Brewery in Nusle“ na Wikimedia Commons                     | Nusle Křesomyslova 1676/17a                  | 1694        | 1960        | 50 000                 | kulturní památka                                          | 50°3′54″ s. š., 14°26′15″ v. d.  |
| Petrovický pivovar                   |         | Kategorie „Former brewery in Petrovice (Prague)“ na Wikimedia Commons | Petrovice Edisonova 150/10                   | ??          | 1934        | 10 000                 | u zámku                                                   | 50°2′3″ s. š., 14°33′14″ v. d.   |
| Pivovar Staropramen                  |         | Kategorie „Staropramen“ na Wikimedia Commons                          | Smíchov Nádražní 43/84                       | 1871        | v provozu   | 1 367 424 (r. 2004)    | kulturní památka                                          | 50°4′8″ s. š., 14°24′28″ v. d.   |
| U Čísla 1 (†)                        |         |                                                                       | Smíchov Drtinova, pův.čp. 35                 | 1871        | 1939        | 30 000                 | zbořen                                                    | 50°4′34″ s. š., 14°24′12″ v. d.  |
| U Zlatého anděla (†)                 |         |                                                                       | Smíchov původní čp. 222                      | 1878        | po 1900     | 10 000                 | zbořen                                                    | 50°4′18″ s. š., 14°24′13″ v. d.  |
| Křižovnický pivovar (†)              |         |                                                                       | Staré Město Křížovnické náměstí 191          | 1378        | 1904        | 13 000                 | zbořen                                                    | 50°5′11″ s. š., 14°24′50″ v. d.  |
| U Klouzarů (†)                       |         |                                                                       | Staré Město                                  | ??          | před 1900   | 11 000                 | zbořen                                                    | 50°5′24″ s. š., 14°25′26″ v. d.  |
| Trojský pivovar                      |         | Kategorie „Manorial brewery in Troja“ na Wikimedia Commons            | Troja U trojského zámku 4/1                  | 18. století | 1897        | 11 000                 | kulturní památka; konverze                                | 50°6′54″ s. š., 14°24′37″ v. d.  |
| Uhříněveský pivovar                  |         |                                                                       | Uhříněves K sokolovně 37                     | 1712        | 1949        | 15 000                 |                                                           | 50°1′40″ s. š., 14°36′26″ v. d.  |
| Pivovar Královské Vinohrady (†)      |         | Kategorie „Vinohradský pivovar“ na Wikimedia Commons                  | Vinohrady Korunní 2506/106                   | 1893        | 1943        | 90 000                 | vyhořel r. 2000; dochován komín a jedna budova            | 50°4′30″ s. š., 14°27′23″ v. d.  |
| Vršovický pivovar (†)                |         |                                                                       | Vršovice                                     | před 1648   | 1930        | 18 000                 | zbořen                                                    | 50°3′59″ s. š., 14°27′9″ v. d.   |
| Pivovar v Práčích                    |         | Kategorie „Former brewery in Práče“ na Wikimedia Commons              | Záběhlice Práčská 1884/12                    | 1193        | 1937        | 36 000                 | konverze; vařil mj. pivo Kamenáč 12°                      | 50°3′10″ s. š., 14°30′21″ v. d.  |
| Zbraslavský pivovar                  |         | Kategorie „Brewery in Zbraslav“ na Wikimedia Commons                  | Zbraslav U Národní galerie 471               | 13. století | 1950        | 25 000                 | kulturní památka                                          | 49°58′36″ s. š., 14°23′35″ v. d. |

## Některé menší pivovary
| Pivovar                        | Obrázek | Galerie                                                  | Katastr Ulice                        | Od          | Do      | Roční výstav (hl; max) | Poznámka                                                                 | Souřadnice                      |
| ------------------------------ | ------- | -------------------------------------------------------- | ------------------------------------ | ----------- | ------- | ---------------------- | ------------------------------------------------------------------------ | ------------------------------- |
| Proboštský pivovar v Dejvicích |         |                                                          | Dejvice Proboštská 4/3               | 18. století | 1890    | 3 700                  | kulturní památka; dochoval se dům sládka na rohu Proboštské a Zavadilovy | 50°5′52″ s. š., 14°22′30″ v. d. |
| Richtrův pivovar Bubny (†)     |         |                                                          | Holešovice Bubenské nábřeží, čp. 437 | před 1649   | 1926    | 4 500                  | zbořen 1957; u Hlávkova mostu                                            | 50°5′51″ s. š., 14°26′6″ v. d.  |
| Zámecký pivovar v Libni        |         | Kategorie „Castle brewery in Libeň“ na Wikimedia Commons | Libeň U Českých loděnic 2158/4       | 1545        | 1900    | 8 750                  | kulturní památka                                                         | 50°6′27″ s. š., 14°28′13″ v. d. |
| Vysočanský pivovar             |         | Kategorie „Vysočany Brewery“ na Wikimedia Commons        | Vysočany Freyova 1/12                | 19. století | po 1945 | 4 973 (r. 1912)        | konverze                                                                 | 50°6′27″ s. š., 14°30′10″ v. d. |